# Skytten (stjernetegn)
 For alternative betydninger, se Skytten. (Se også artikler, som begynder med Skytten)
Skytten (Sagittarius) er det niende stjernetegn i dyrekredsen. Tegnet ligger mellem Skorpionen og Stenbukken. Solen bevæger sig siderisk igennem Skytten fra den sidste del af december til den sidste del af januar ulig stjernetegnets persiode fra 22. november til 21. december.

## Astronomisk
Tegnet er fuldt synligt fra 44°N til 90°S. 
Den klareste stjerne i Skytten er Epsilon Sagittarii. Af andre interessante objekter kan nævnes Tepotten, en gruppe på otte stjerner, samt mange flotte stjernehobe og –tåger.

## Mytologisk
- Græsk: Kentauren Chiron, som var kendt for sin visdom, blev ved et uheld skudt af Herakles.

## Astrologisk
- Periode: 22. november til 21. december.
- Planethersker: Jupiter
- Element: Ild
- Type: Mutable

## Datalogi
Tegnet for Skytten ♐ findes i tegnsættet unicode som U+2650